# Nurmon Jymy
Maillots
Nurmon jymy est un club finlandais de volley-ball, fondé en 1925 et basé à Seinäjoki, et qui évolue au plus haut niveau national (1-sarja).

## Historique
Fondé en 1925.

## Palmarès
- 3 lit i 1-sarja

## Équipe
- Jukka Kangas
- Ville Vänskä
- Juha Järvenpää
- Henri Haaraniemi
- Keijo Lamminen
- Jouni Hoiska
- Tuomas Ruuska
- Timo Alanen (C)
- Tuomas Ylevä
- Jani Pykäri
- Markus Jokela

## Comme joueur
- Jari Tuominen
- Timo Alanen
- Jani Pykäri
- Juha Järvenpää
- Tuomas Ruuska
- Henri Haaraniemi